# Strawberry Moon
«Strawberry Moon» (estilizado en minúsculas) es una canción de la cantautora surcoreana IU. El sencillo fue publicado el 19 de octubre de 2021 a través de EDAM Entertainment y distribuido por Kakao M. Fue escrita y compuesta por IU, con créditos adicionales de Jonghoon Lee y Lee Chae-gyu.

## Antecedentes y composición
La agencia de IU, EDAM Entertainment reveló el primer teaser de «Strawberry Moon» el 5 de octubre de 2021, mostrándola en un lugar de ensueño sentada sobre una bola de helado gigante, cuya fecha de lanzamiento está fijada para el 19 de octubre. Posteriormente lanzó una serie de teasers, con un lyric teaser para su respectivo video musical publicado en YouTube el 15 de octubre. Estuvo disponible en formato digital y streaming a partir de las 12:00 AM (UTC+9), cuatro días después, y sirve como continuación de su quinto álbum de estudio Lilac, cuya publicación fue siete meses antes. La canción fue escrita y compuesta por IU, con créditos de Jonghoon Lee y Lee Chae-gyu, quienes se encargaron de la producción.
La composición de «Strawberry Moon» ha sido descrita como que parece ser un cuento de hadas, con su melodía de piano suave y la delicada voz de IU. La letra del coro de la canción transmite los sentimientos del cálido confort en una relación romántica, con sus letras traducidas a «En una bola de una gran luna de fresa / Te confiaré a mí eh-oh / El sentimiento de volar es tan atractivo / Cómo la vida es más perfecta ooh».

## Video musical
El videoclip fue publicado en YouTube junto con el lanzamiento del sencillo digital. Fue dirigido por Flipevil, quien también trabajó con IU para el video de «Lilac» en marzo. El actor Lee Jong-won aparece como el opuesto de IU en el video.

## Reconocimientos
| Programa         | Canal | Fecha                 | Ref.  |
| ---------------- | ----- | --------------------- | ----- |
| Show! Music Core | MBC   | 30 de octubre de 2021 | [ 7 ] |
| Inkigayo         | SBS   | 31 de octubre de 2021 | [ 8 ] |

## Posicionamiento en listas
| Listas (2021)                                         | Mejor posición |
| ----------------------------------------------------- | -------------- |
| Corea del Sur (Gaon)                                  | 1              |
| Corea del Sur (K-pop Hot 100)                         | 3              |
| Estados Unidos - World Digital Song Sales (Billboard) | 10             |

## Historial de lanzamientos
| Región | Fecha                 | Formato                     | Discográfica                 | Ref.   |
| ------ | --------------------- | --------------------------- | ---------------------------- | ------ |
| Varios | 19 de octubre de 2021 | Descarga digital, streaming | Kakao M, Kakao Entertainment | [ 13 ] |